# Lucius Caecilius Metellus Calvus
Lucius Caecilius Metellus Calvus war im Jahr 142 v. Chr. Konsul der römischen Republik.
Lucius Caecilius Metellus Calvus war wohl ein Sohn des Quintus Caecilius Metellus. Calvus war 142 v. Chr. Konsul und vielleicht 141 v. Chr. Prokonsul in Gallia Cisalpina. In der Zeit von 140/139 v. Chr. war er mit Scipio Aemilianus und Spurius Mummius Gesandter in Ägypten und Griechenland.
Seine Söhne waren Lucius Caecilius Metellus Delmaticus und Quintus Caecilius Metellus Numidicus, die beide ebenfalls Konsuln wurden. Seine Tochter war Caecilia Metella, die Mutter des berühmten Lucullus.